# CZBTV
CZBTV of Chaozhou Broadcast & Television is de regionale radio- en televisieomroep van stadsprefectuur Chaozhou. Ze hebben twee televisiezenders (CZBTV openbare zender en CZBTV nieuwszender) en twee radiozenders (FM93.9 en 103.1). Op CZBTV openbare zender en de radiozenders is Chaozhouhua de hoofdzakelijkste voertaal. De andere voertaal is Standaardmandarijn.